# Franca Stoppi
Franca Stoppi (* 19. Juli 1946 in Fiorenzuola d’Arda; † 9. Juli 2011 in Spoleto) war eine italienische Schauspielerin.

## Biografie
Ihre erste Kinofilmrolle spielte sie 1976 in Telefoni bianchi. 1979 stellte sie in Aristide Massaccesis Sado – Stoß das Tor zur Hölle auf die Voodoo-kundige Haushälterin Iris dar. 1980 war Stoppi in der Rolle der Oberin in dem Film Das süße Leben der Nonne von Monza  zu sehen. 1981 verkörperte sie die Mutter Vizenca in L'altro inferno. Im Folgejahr spielte sie in La gorilla die Frau des Goldschmieds. Unter der Regie von Bruno Mattei stellte Stoppi im Jahre 1982 in Laura – Eine Frau geht durch die Hölle eine sadistische Gefängnisaufseherin dar. Mit I violenti endete ihre Filmkarriere überraschend im Jahre 1983. Stoppi war mit dem Schauspieler Simone Mattioli verheiratet.

## Filmografie
- 1976: Telefoni bianchi
- 1976: Bestialità
- 1977: Delirio d'amore
- 1977: Pasión
- 1979: Sado – Stoß das Tor zur Hölle auf (Buio Omega)
- 1980: Das süße Leben der Nonne von Monza  (La vera storia della monaca di Monza)
- 1981: L'altro inferno
- 1981: Dei miei bollenti spiriti
- 1982: La gorilla
- 1982: Laura – Eine Frau geht durch die Hölle (Violenza in un carcere femminile)
- 1983: Laura II – Revolte im Frauenknast (Emanuelle fuga dall'inferno)
- 1983: I violenti